# 喷瓜
喷瓜（学名：Ecballium elaterium），为喷瓜属下的唯一物种，属葫芦目葫芦科，为多年生匍匐草本植物，原产于地中海地区。人称“生物地雷”。本種为有毒植物，特別是其果實，其毒性成分源自葫蘆素。古代也曾用喷瓜當做堕胎药。

## 分類
本屬屬於瀉根族，與瀉根屬是姐妹群。